# فهرست شهرهای بوتان

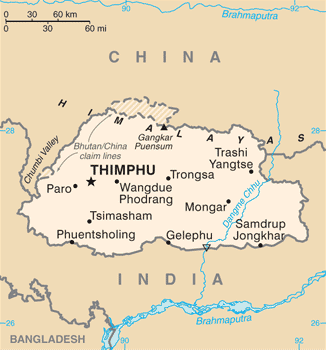

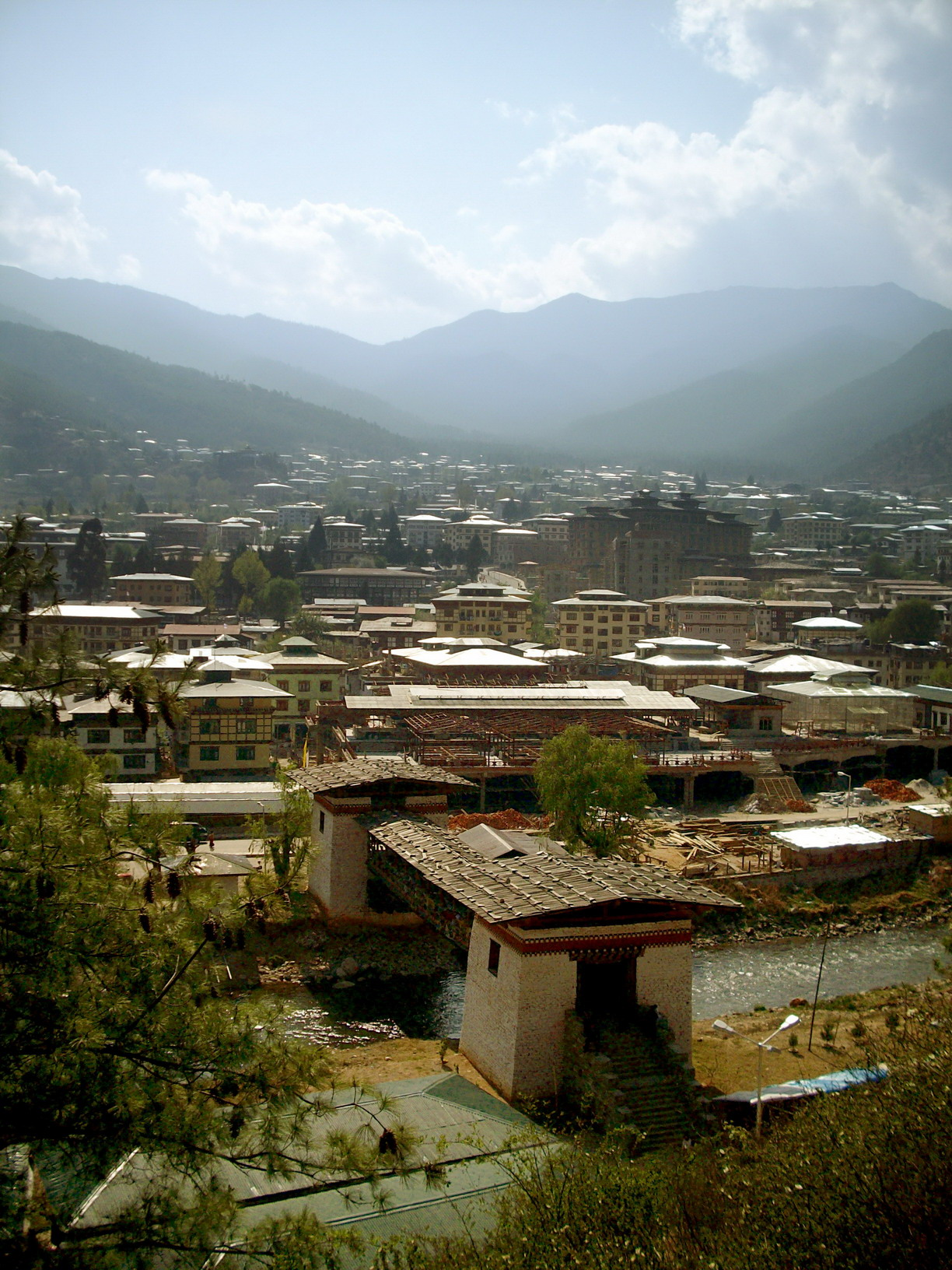

این نوشتار فهرستی از شهرهای بوتان (انگلیسی: List of cities in Bhutan) را در بر دارد.

## فهرست
- چوخا (شهر)
- داگا، بوتان
- دامفو، تسیرانگ
- گاسا، بوتان
- جلفو
- ها، بوتان
- جکار
- لونتشی
- مونگر (شهر)
- پارو، بوتان
- پماگاتسل
- پونت‌شولینگ
- پوناخا
- سامتسه
- سامدروپ جونگ‌خار
- تیمفو (شهر)
- تراشیگانگ
- تونگسا
- ونگدو فودرانگ
- ژمگانگ